# Трасологічна експертиза
Трасологічна експертиза — вид судової експертизи, об'єктами якої є сліди-відображення взаємодії одного з одним що проявляються у зміні зовнішньої будови різних об'єктів.

## Основні завдання трасологічної експертизи
Відповідно до Наказу Міністерства юстиції України № 53/5 від 08.10.1998 року Про затвердження Інструкції про призначення та проведення судових експертиз та Науково-методичних рекомендацій з питань підготовки та призначення судових експертиз та експертних досліджень [Архівовано 21 квітня 2017 у Wayback Machine.] основними завданнями трасологічної експертизи є ідентифікація або визначення родової (групової) належності індивідуально визначених об'єктів за матеріально фіксованими слідами — відображеннями їх слідоутворювальних поверхонь; діагностика (установлення властивостей, станів) об'єктів; ситуалогічні завдання (установлення механізму слідоутворення тощо).
Трасологічною експертизою можна також установлювати факти, які належать до просторових, функціональних, структурних, динамічних і деяких інших характеристик процесу слідоутворення, а також особливостей слідоутворювальних об'єктів.
Перед трасологічною експертизою можуть ставитись питання про наявність на предметах обстановки місця події слідів взаємодії з іншими предметами, придатність цих слідів для ідентифікації або про наявність у цих слідах ознак, що орієнтують на пошук зазначених об'єктів.
Для вирішення ідентифікаційних завдань експерту необхідно надати: предмети зі слідами, а якщо вилучити їх неможливо, то копії слідів (зліпки, фотознімки); об'єкти, якими, за припущенням органу (особи), який (яка) призначив(ла) експертизу (залучив(ла) експерта), могли бути залишені ці сліди; дані про час виявлення слідів, умови, у яких були об'єкти зі слідами до їх направлення на експертизу.
Якщо експерту надсилається копія сліду на дактилоплівці або інша копія сліду, необхідно надати схему його розміщення на поверхні предмета (місцевості).
Об'єкти дослідження направляються в упаковці, яка забезпечує їх збереження. Речові докази і порівняльні зразки упаковуються окремо.
Поверхня предмета, на якому є сліди, що легко пошкоджуються, наприклад сліди рук, різного роду нашарування тощо, не повинна контактувати з матеріалом упаковки.
Порівняльні зразки позначаються індивідуальними позначками і посвідчуються підписом органу (особи), який (яка) призначив(ла) експертизу (залучив(ла) експерта). Рекомендації, що стосуються підготовки порівняльних зразків за підвидами трасологічної експертизи, викладені у відповідних частинах цього розділу.

## Класифікація трасологічної експертизи
Розрізняють наступні основні підвиди трасологічної експертизи:
1. експертиза слідів рук людини;
2. експертиза слідів ніг людини, її взуття, шкарпеток, панчіх;
3. експертиза слідів рукавичок, одягу людини, слідів пошкоджень на об'єктах, слідів нашарувань на об'єктах;
4. експертиза слідів ніг (лап) тварини;
5. експертиза знарядь, агрегатів, інструментів, холодної зброї і залишених ними слідів, ідентифікація цілого за частинами, експертиза слідів знаряддя та інструментів;
6. експертиза слідів транспортних засобів; експертиза замикальних та контрольних засобів;
7. експертиза слідів поділу цілого на частини; експертиза рельєфних знаків на металі, пластмасі та інших матеріалах;
8. експертиза холодної зброї; експертиза вузлів та петель.

Не виключається також можливість проведення трасологічної експертизи за слідами інших слідоутворювальних об'єктів, зокрема зубів (інших частин тіла людини або тварини), різного роду предметів масового виробництва тощо. З приводу можливостей експертиз і підготовки матеріалів для їх проведення слід отримувати консультації від експерта (спеціаліста).